# Mark Lowry
Mark Alan Lowry (nacido el 24 de junio de 1958) es un comediante, cantante y compositor cristiano estadounidense conocido por ser el compositor de "Mary, ¿Did you know?" y por haber sido un integrante del grupo estadounidense The Gaither Vocal Band. Lowry fue parte del Vocal Band desde 1988 hasta el 2001, y volvió a este en el 2009 y lo abandona a finales de 2013 nuevamente. Ha grabado 12 álbumes tanto de música como de comedia.

## Vida personal
Lowry nació en Houston, Texas, hijo de Charles y Beverly Lowry. La mayor parte del tiempo, hace comedia con sus anécdotas que vivió en su juventud, así también hablar de su problema de hiperactividad y su trastorno por déficit de atención en sus actuaciones.

Cuando yo era joven, mi hiperactividad me hacia meterme en problemas. La mayor parte de las personas creían que iba a ser un criminal. Dentro de mí, una voz me convenció de que iba a ser un fracaso, que nunca llegaría a nada. Tuve lo que hoy se conoce como Trastorno por déficit de atención.
 Mark Lowry

## Inicios de su carrera
Mientras asistía a Liberty Baptist College (Ahora conocida como Liberty University), Mark se unió a un equipo de la universidad de evangelización hecho por Charles Hughes y David Musselman y comenzó a cantar. Su carrera en la comedia, sin darse cuenta, comenzó a partir de ahí. Lowry se dio cuenta de que el público se reía no de sus actuaciones, sino de sus monólogos.
En 1978, Lowry estaba gravemente herido por un accidente automovilístico cerca de Carlisle, Pensilvania, mientras estaba de gira con el equipo de evangelización de la universidad. Sufrió once huesos rotos y pasó parte de su tiempo en terapia física mientras se recuperaba del accidente.
Actualmente Lowry desempeña una carrera como solista.

## Mary, Did you know?
En 1984, Mark escribió la letra de "Mary, Did you know?" (María, ¿Sabía usted?). Se le pidió escribir un guion para una obra navideña de la iglesia. Lowry escribió una serie de preguntas que le gustaría hacer a María, la madre de Jesús. Estas preguntas fueron utilizadas entre escenas de la obra. En la próxima década, Lowry trató de conseguir música para completar la canción. Doce años después de escribirla, Buddy Green, compositor y músico, escribió la música para la canción. Entonces lo que era el guion de una obra Navideña, ahora era canción.
La canción se convirtió en un popular cántico navideño, interpretado por más de 30 artistas nacionales e internacionales, y con varias versiones en español.

## The Gaither Vocal Band
Yo ni siquiera sabía quien era Bill Gaither. Tampoco sé como consiguió mi número, pero estoy muy feliz de que lo hiciera. Me preguntó que sí quería unirme al Gaither Vocal Band. Pero si sabía que Bill descubrió a Sandi Patti. Bill Gaither descubrió a Larnellle Harris. Bill Gaither descubrió a Steve Green, y todavía Él sigue descubriendo. Yo no le dije que nunca había hecho papel de barítono antes. Fui a la audición y me preguntó si quería unirme al Gaither Vocal Band.
Mark Lowry

En 1988, se le ofreció a Lowry unirse al Gaither Vocal Band como barítono. Carrera con la que Mark abarcó durante 13 años en su primera etapa. Durante ese tiempo, Mark se convirtió en el favorito, haciéndose así el coanfitrión de los conciertos y shows realizados por el Gaither Vocal Band, haciendo comedia con Bill.
En junio de 2001, Lowry renunció al grupo. Después de esto, Lowry lanzó una serie de álbumes como solista. El 14 de enero del 2009, se anuncia que Mark regresaría al Gaither Vocal Band.
Después de 5 años de regresar nuevamente en el Gaither Vocal Band, el 28 de octubre del 2013, Gaither.com anuncia que Lowry abandona el GBV nuevamente, para continuar con su carrera como solista a partir del 2014. Sin embargo, no es el único en abandonarlo, Michael English también finalizó sus conciertos con el Vocal Band a finales de octubre.

## Proyectos actuales
Lowry sigue su gira de conciertos como solista y a veces con el Gaither Homecoming. Fue anfitrión de un programa de TV semanal con Tony Campolo. También es coanfitrión de "Bill Gaither's Homecoming Radio". Y desde marzo de 2011, ha sido presentador de un programa llamado "Red Letter Christians", con Tony Campolo.

## Discografía

### Discografía como solista
- 1999. But Seriously
- 2003. Some Things Never Change
- 2004. Mary, Did You Know?
- 2007. I Love To Tell The Story
- 2009. Life Gets Loud
- 2013. Unforgettable classics
- 2015. "How We Love"
- 2017. "What's Not To Love"

### Discografía como miembro delGaither Vocal Band
- 1990. A Few Good Men
- 1991. Homecoming
- 1993. Peace of the rock
- 1993. Southern Classics
- 1994. Testify
- 1996. Southern Classics Volume 2
- 1997. Lovin' God & Lovin' Each Other
- 1998. Still the Greatest Story ever told
- 1999. God is Good
- 2000. I do Believe
- 2009. Reunited
- 2010. Greatly Blessed
- 2011. I Am Promise
- 2012. Pure and Simple

## Filmografía

### Filmografía como solista
- 1988. My First Comedy Video
- 1992. The Last Word
- 2001. Mark Lowry on Broadway
- 2005. Mark Lowry Goes To Hollywood
- 2012. Whatcha Need
- 2016. "Dogs Go To Heaven"

### Filmografía como miembro delGaither Vocal Band
- 1996. Back Home in Indiana
- 1998. Hawaiian Homecoming
- 2001. I do Believe
- 2009. Reunion Vol 1
- 2009. Reunion Vol 2
- 2010. Reunited
- 2010. Better Day
- 2012. Pure and Simple Vol 1
- 2012. Pure and Simple Vol 2

### Compilaciones
- 2004. The Best of Mark Lowry & Bill Gaither Vol. 1
- 2004. The Best of Mark Lowry & Bill Gaither Vol. 2